# Alacant
|  | Per a altres significats, vegeu «Alacant (desambiguació)». |

Alacant (IPA: [a.la'kant]) és una ciutat del sud del País Valencià; la segona en població, capital de la comarca de l'Alacantí i de la demarcació provincial homònima. Situada a la costa mediterrània, té una població de 358.720 habitants (2024) i forma una conurbació de més de 452.462 habitants amb diverses localitats properes com Sant Vicent del Raspeig, Sant Joan d'Alacant, Mutxamel i el Campello. Estadísticament, s'associa també a l'àrea metropolitana d'Alacant-Elx, que té 757.443 habitants. L'illa de Tabarca pertany al terme d'Alacant.
La ciutat, amb aquest títol concedit per Ferran el Catòlic el 1490, deu el seu desenvolupament econòmic i demogràfic al comerç pel seu port sobretot a partir del segle XVII (el més important del País Valencià i només darrere del de Sevilla-Cadis a nivell peninsular). Era un port amb molt de comerç amb Itàlia i la mediterrània en general i en un moment de molt de pillatge i pirateria tenia una avantatge respecte al de València, el recinte estava emmurallat i protegia els vaixells de corsaris. També la decadència del port de Cartagena va provocar que l'exportació de la llana provinent de Castella es fera pel port d'Alacant. A partir del segle XX la ciutat canvia el seu desenvolupament cap a nous sectors econòmics sobretot relacionats amb l'activitat turística i de servicis.

## Etimologia
No s'ha esbrinat de forma conclusiva el significat del topònim d'Alacant. Tradicionalment, s'ha considerat que el primer topònim que feia referència a un nucli identificable amb l'actual Alacant és la vila grega Akra Leuka (Ἂκρα Λευκῆ, Akra Leukḗ o Λευκῆ Ἂκρα, Leukḗ Akra, 'muntanya lluenta'), que llavors feia referència a una factoria o un assentament cartaginés del qual no coneixem el seu nom original en púnic, tot i que recolliria probablement la forma ibera de Leukanté. De la mateixa manera, també es creu que es tracta del mateix lloc en què les primeres fonts romanes nomeanven Castrum Album ('fortalesa blanca'). Tanmateix, no hi ha una confirmació definitiva en la relació amb Alacant, esta població, i el Tossal de Manises, encara que alguns autors han apuntat a una relació etimològica entre Akra Leuké i la posterior denominació llatina de Lucentum o Leukantó.
Per altra banda, altres autors argumenten que el nom d'Alacant es manté netament en la seua forma original ibera, el qual podria provindre de ala ('vall') + can ('muntanya') + t ('alt'). Alacant significaria 'la vall de la muntanya alta', en consonància amb el context orogràfic del paratge, ja que la ciutat s'assenta en un ambient especialment irregular, emmarcat pel Benacantil.
Contra eixa hipòtesi, altres autors consideren que la relació de l'ètim ala com a 'planura' és discutible, si es té en compte que les formes antigues corresponents al topònim Alacant no duien la a- inicial (que s'afegí després, en temps dels àrabs, mitjançant l'anteposició de l'article al-), sinó que començaven directament per l- (així, la forma indígena Lqnt o la romana Lucentum). Siga com siga, amb l'arribada dels andalusins, esta denominació evolucionà cap a Medina Laqant o al-Laqant (en àrab لَقَنْت o ألَلَقَنْت), que és d'on prové el nom valencià (Alacant) en l'actualitat. Altres autors, com Mikel de Epalza o Joan Coromines han proposat altres possibilitats per a l'origen del nom. En aquest mateix sentit Membrado-Tena fa derivar Laqant o Lqnt de les arrels lak(cala) i kant(alt), basant-se en les proves geològiques i arqueològiques de la geografia del Tossal de Manises, així com en proves lingüístiques d'altres derivacions de poblacions que venen d'aquestes arrels.

## Història

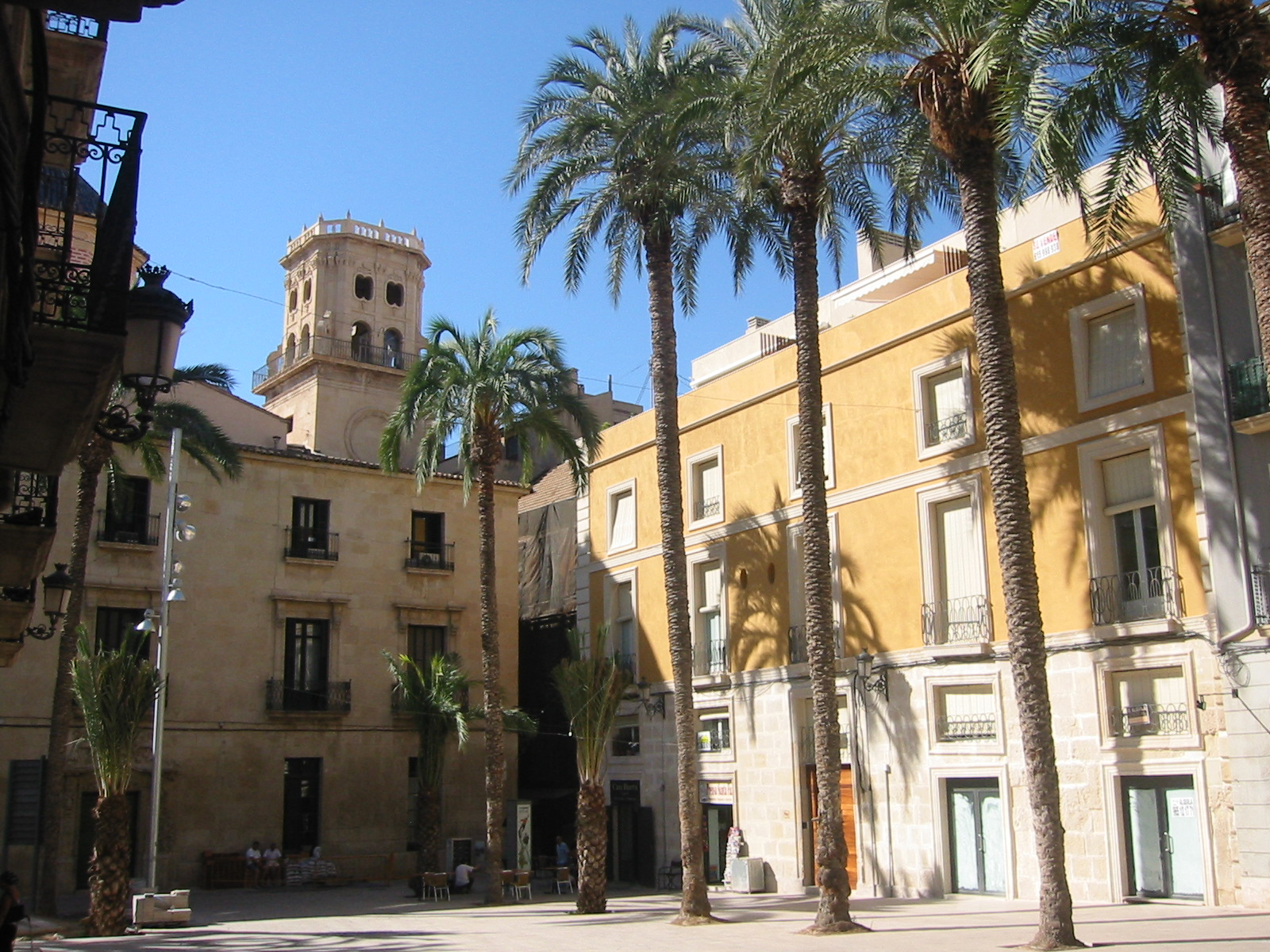
Plaça de la Santíssima Faç.

Si bé l'origen més remot d'Alacant es deu a la civilització ibera, que mantenia relacions comercials amb grecs i fenicis, la primera ciutat va ser fundada pels romans, l'assentament el qual ocuparia hui dia un solar a l'actual barri de Benalua, uns quilòmetres a l'oest de l'assentament musulmà posterior que definix la ciutat actual. En eixe lloc, conegut com els Antigons, s'han trobat restes arqueològiques romanes datades entre el s. i i viii aC. A l'antiga Estació de Múrcia es va trobar una inscripció dedicada a Marc Aureli i Còmmode pel municipi de Lucentum. Este nucli es va acabar abandonant, i un segon nucli, més estable i durador, es va establir en el Tossal de Manises, al costat de l'Albufereta, aprofitant-se de les aigües estanques per al conreu.
En època de la conquesta musulmana a la segona mitat del s. viii, els nadius d'origen hispanoromà s'islamitzaren a Alacant, i rebé immigració musulmana provinent d'Aràbia, Síria i pobles amazics. En aquella època, la vila de Laqant ja s'havia traslladat anteriorment de l'emplaçament inicial de l'Albufereta per a ubicar-se al voltant de la falda del Benacantil. Això va marcar l'inici del desenvolupament urbà de l'actual ciutat, entre els barris de Santa Creu i del Raval Roig. Els andalusins anomenaren a la vila com a Medina Sagira Laqant o, abreujadament al-Laqant, respectant el nom original de la població cristiana prèvia, tal com es recull la toponímia en el Pacte d'Oriola per part del comte Tudmir l'any 713. D'ací ve l'actual endònim Alacant en valencià. Durant l'època d'al-Àndalus, iniciaren una important activitat comercial des del seu port, principalment cordatges. No coneixem prou dades sobre la vida pública musulmana en Alacant, a banda de les muralles o la mesquita (actual Basílica de Santa Maria), si bé en el moment de començar la invasió cristiana de Mallorca per part de Jaume I, Alacant restava sota el govern de l'emirat de Dénia.

### Conquesta cristiana
Amb la desaparició dels emirats de València i de Dénia per la fundació del Regne de València en 1238, al-Laqant s'integrà en l'emirat de Múrcia. Prompte, però, la medina s'independitzaria de facto en 1241 de Múrcia, ja que el rais de Laqant, Zayyan ibn Mardanix, rebutjà les condicions del vassallatge amb Castella estipulades en el Tractat d'Alcaraz entre l'emir de Múrcia, Ibn Hud, i el rei Ferran III de Castella. Llavors, la medina oposà dura resistència contra la subjugació a Castella amb un llarg setge que es perllongà almenys durant cinc anys, fins que, en una data indeterminada després de l'any 1247, quan el rais Zayyan s'exilia a Tunis, el catolicisme hispànic aconseguix retre el castell de Santa Bàrbara.
A partir de l'any 1252, el control feudal passa eventualment a mans del rei Alfons X el Savi, un domini que passaria per alts i baixos a causa de les successives sublevacions dels nadius hispanoàrabs contra l'autoritat castellana en protesta per l'expropiació i la confiscació de les terres i per la política de colonització que els excloïa dels àmbits comercial, polític i religiós. Les revoltes mudèjars arribaren a posar en risc el control efectiu d'Alacant per Castella, la qual cosa motivà la intervenció militar de Jaume I en 1264 a petició d'ajuda de la seua filla Violant d'Aragó i d'Hongria, qui estava casada amb l'infant Alfons el Savi. Així, amb un exèrcit organitzat exclusivament per les Corts de Catalunya, Jaume I va assegurar definitivament el domini cristià d'Alacant. És per això que, dels diversos pobles cristians que colonitzaren la vila subjugada, la majoria dels colons eren bàsicament d'origen català i, des de llavors, a la ciutat d'Alacant es parla en valencià. Si bé en un principi Jaume el Conqueridor havia retornat la sobirania d'Alacant a Castella en virtud del Tractat d'Almirra, Alfons el Savi havia concedit a canvi que la Corona d'Aragó es reservara el dret de recuperar la vila en un futur.

### Corona d'Aragó

Escut històric d'Alacant en l'època foral.

La vila d'Alacant passà a formar part definitivament a la Corona d'Aragó amb el rei Jaume el Just en 1296 i posteriorment al Regne de València, junt a les terres al nord del riu Segura, amb la signatura del Tractat d'Elx en 1305, tot i que foren contínues i intermitents les tensions dinàstiques i polítiques amb el Regne de Castella. Durant eixe període la vila gaudix de privilegis forals, té vot a les Corts Valencianes i es desenvolupa una societat feudal basada en la mà d'obra barata dels tagarins. El 1386 la vila fou atacada durant una ràtzia de l'Emirat de Gharnata. En 1492 el rei Ferran el Catòlic atorga a Alacant el rang de ciutat.
El 1691, durant la guerra dels Nou Anys, la ciutat fou pràcticament destruïda en un bombardeig de la flota francesa de Jean II d'Estrées. Durant la Guerra de Successió Alacant fou declarada inicialment com a filipista, però després de la derogació dels Furs de València en 1707 es decantà pel bàndol austriacista. Això tingué com a conseqüència anys de violentes sublevacions i revoltes populars contra Felip V de Castella, durant la qual dos terços de la ciutat fou destruïda per bombardejos, així com la destrucció gran part de les muralles i importants danys al castell de Santa Bàrbara. Als segles xviii i xix es fa palesa la importància comercial de la ciutat, sobretot al voltant de la indústria viticultora i del comerç naval. Històricament, una ciutat d'importància relativa, en 1833 guanya protagonisme gràcies a la divisió en províncies de Javier de Burgos, que la designa com a capital en perjudici d'Oriola, que havia mantingut l'hegemonia econòmica i política segles enrere.

### Època contemporània
Al llarg dels segles xix i xx la ciutat d'Alacant destaca per ser un dels grans nuclis liberals i republicans, com poden demostrar les manifestacions populars d'alegria per la desaparició de la Inquisició, i el suport al pronunciament de setembre de 1868 que donà pas al Sexenni Revolucionari, perdent la vida molts alacantins en el procés. El primer club republicà al País Valencià s'obrí a Alacant prop de novembre de 1868, i eixa tendència política guanyà les eleccions municipals de 1870. El 1931 el primer alcalde democràtic fou Llorenç Carbonell i Santacruz, d'Izquierda Republicana. Este darrer alcalde dugué a terme diversos projectes urbanístics d'importància i fomentà la construcció d'escoles públiques. Durant la Guerra Civil espanyola, malgrat el dur assetjament per bombardejos com el del 25 de maig, Alacant fou l'última ciutat en caure en mans del bàndol franquista sublevat, i molts alacantins hagueren de patir la repressió de la posterior dictadura.

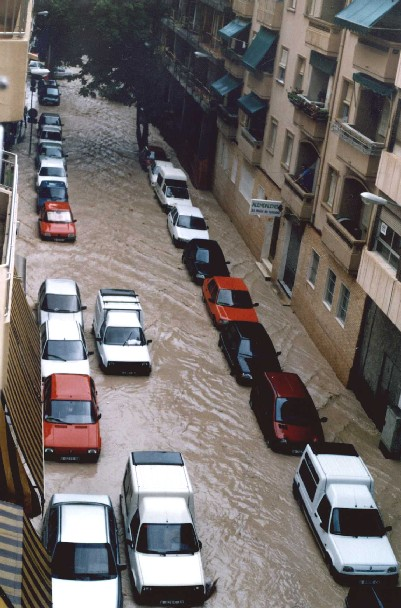
El carrer Arquitecte Morell, al centre d'Alacant, en la riuada de setembre de 1997.

La dècada dels seixanta es va caracteritzar per un desenvolupament econòmic i demogràfic explosiu, que va continuar en les dècades següents. L'economia va evolucionar cap al sector servicis, especialment cap al turisme, i es va produir el major desenvolupament urbanístic de la ciutat, amb el sorgiment de nous barris en l'extraradi, duplicant la seua superfície urbana. A causa del clima mediterrani i d'un caòtic planejament urbanístic, Alacant patix inundacions destructives de forma recurrent, que promou la construcció d'un pla anti-inundacions a finals del segle xx: el 1982 amb 220 mm i el 1997 amb 270 mm, rècords pluvials en el seu moment, provocaren inundacions en la ciutat, en alguns llocs fins a una profunditat d'un metre, provocant grans pèrdues econòmiques, i huit víctimes mortals. En conseqüència, es dugué a terme un gran pla de defensa anti-riuades que ha reduït l'efecte de la pluja.
L'entrada del segle xxi es caracteritza, principalment, per una nova expansió urbanística, acompanyada per un creixement demogràfic gràcies a la immigració, i la tornada del tramvia a la ciutat després de la seua desaparició en 1960, sota el nom de TRAM.
Amb la Transició, el govern municipal passaria a mans del PSPV des de 1978 fins a 1995. Des de llavors hi governa el PP, amb l'excepció de la legislatura del 2015 fins a l'any 2018, que governaren PSOE, Guanyem Alacant i Compromís.

## Geografia

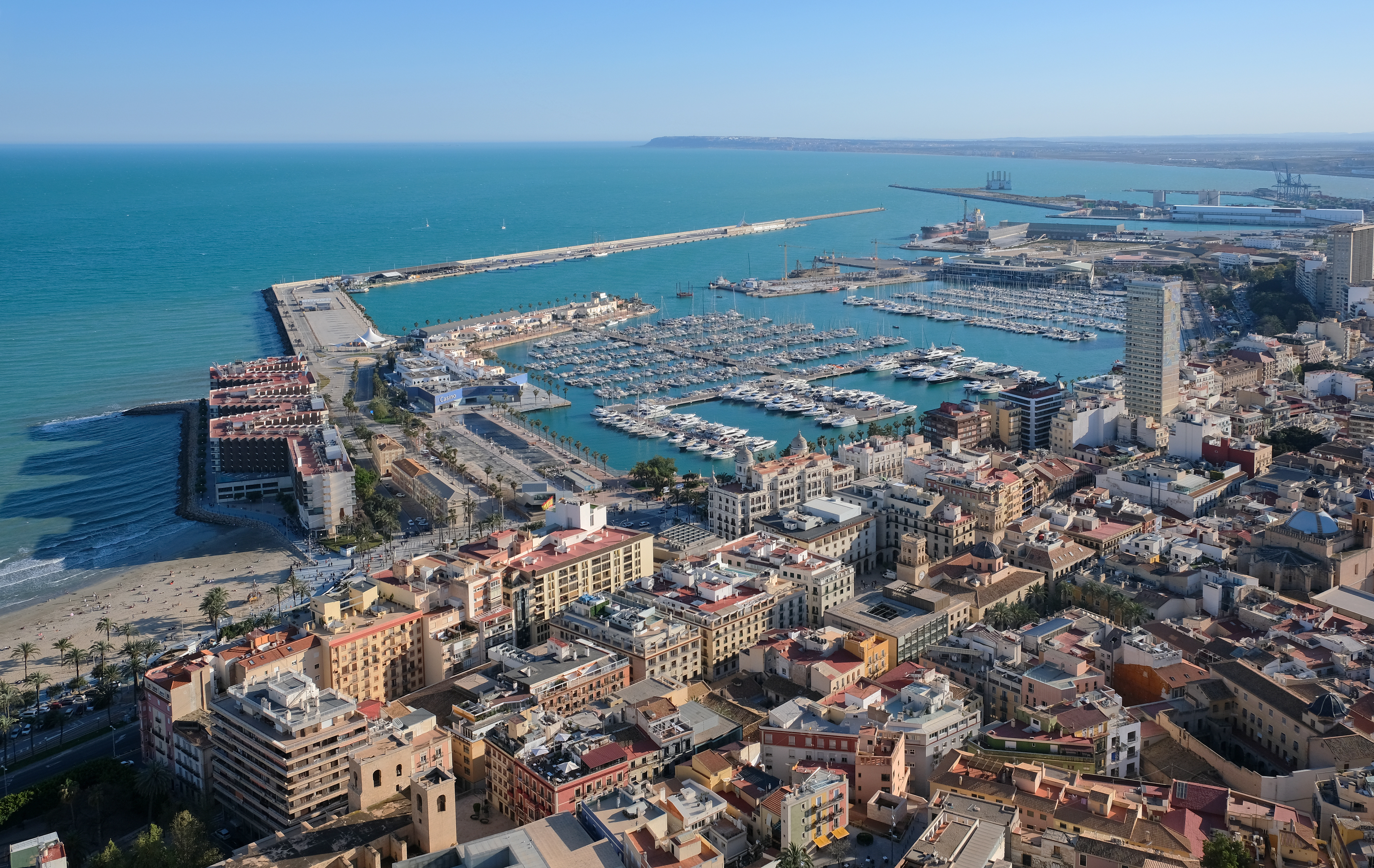
Vista panoràmica d'Alacant des del castell de Santa Bàrbara.

La ciutat es troba a la riba del Mediterrani, en una planura sortejada per una sèrie de tossals i elevacions. La serra del Benacantil, amb 169 m d'altura, domina la façana urbana en què es troba també el Tossal, la serra de Sant Julià o serra Grossa, les llomes del Garbinet i el tossal de Manises. Enmig hi discorren barrancs i tàlvegs, alguns completament amagats pel creixement urbà com les rambles de Canícia, Bonhivern o la de Sant Blai/Benalua; altres, de més envergadura, són canalitzades, com la rambla de les Ovelles o la del Juncaret. Al sud de la ciutat hi ha una zona pantanosa, el saladar d'Aigua Amarga.
Pel que fa a la línia costanera, cal assenyalar les platges, que són, de nord a sud, les de Sant Joan, l'Almadrava, l'Albufereta, el Postiguet (la més idiosincràtica de la ciutat), la del Saladar, Aigua Amarga (també coneguda com a d'Urbanova), totes situades dins de la malla urbana. També cal esmentar les platges de l'illa de Tabarca. Entre les platges de l'Albufereta i Sant Joan s'hi troba el cap de l'Horta, amb nombroses cales: els Cantalars, els Jueus, o la Palmera.
L'Ajuntament és situat a 0 m d'altura, ja que es pren com a referència per a mesurar l'altura de qualsevol punt de la península Ibèrica. Encara que hi ha barris al mateix nivell, com la platja Sant Joan, hi ha un gran desnivell a la mateixa ciutat, com el Pla del Bon Repòs i Sant Blai situats a 30 metres, els Àngels a 75 metres o Ciutat Jardí i Mare de Déu del Remei a més de 80 metres.
El terme municipal abraça més de 200 km² i destaca com màxima altura els 1.208 m del Cabeçó d'Or. També hi ha muntanyes de menor altura com les serres de les Àguiles, l'Alcoraia, Mitjana, Fontcalent (428 metres), i les de Sanç i els Teixos, que separen l'Alacantí de les comarques del Vinalopó. Eixes elevacions són formacions compostes per roca calcària, marga i gres. Quant a la hidrografia, cal assenyalar les conques del riu Montnegre o Sec i de la rambla de les Ovelles, a més de nombroses rambles de menor conca. Destaca també l'illa de Nova Tabarca, davant del cap de Santa Pola i que forma part del municipi.

## Llengua
Lingüísticament, és una ciutat situada oficialment dins del predomini lingüístic valencianoparlant, tot i que ha patit des de mitjan segle xx un procés de substitució lingüística continu (similar al que es produïx en altres grans poblacions del domini lingüístic com València i Barcelona), fent del castellà la llengua majoritària en la ciutat. L'ús vehicular del valencià en este territori és reduït, no obstant això, una part important de la població sap utilitzar-lo i l'entén, a més de rebre immigració dels municipis valencianoparlants dels voltants.

## Orografia[20]
| - Alt de Fontcalent - Alt de la Coveta Fumada - Alt de Sant Pasqual - Alt del Cabeçó d'Or - Alt del Sanxo - Alts del Xop - Cabeç de Motnegre - Cap de Montnegre - Collado del Molí - Cova de la Galera - Cova dels Cavalls - Coves de la Colava - Coves del Panderet - El Bec de l'Àguila - El Benacantil - El Portitxol - El Rebentó - El Tossal - Foia de Berenguer - Foia de l'Enguerí - Foia de Quico - Foia de Rocamora - Foia de Santamaria - Foia de Santanna - Foia dels Patos - Foia Fonda - Foies de la Volta Romera - Fondo de Canyot - Fondo de lo Bueno - Fondo de Piqueres - Fondo de Rodenes - Fondo del Castellet - Fondó de les Pedres - L'Alcavó - La Foia - La Guaita | - La Llometa - Les Viudes - Lloma Blanca - Lloma de l'Ereta - Lloma de l'Espart - Lloma de les Paulines - Lloma de les Raboses - Lloma de Pelaculs - Lloma de Picó (o Tossal de Manises) - Lloma de Santa Anna - Lloma del Capellà - Lloma del Pi d'Alberola - Lloma dels Galls - Lloma Negra - Lloma Redona - Llomes d'Orgègia - Llomes de Ca Espí - Llomes de Don Jaume - Llomes de les Índies - Llomes de les Talaies - Llomes de Terol - Llomes del Colladet - Llomes del Garbinet - Llomes Planes - Llometes Blanques - Llometes del Cap - Penya del Llamp - Penyes del Pla de Magarra - Pla de Corbí - Pla de Girau - Pla de la Cova - Pla de la Perdiu - Pla de les Salpes - Pla de les Torrudanes - Pla de Llinares - Pla de lo Boix | - Pla de Magarra - Pla de Nadal - Pla de Rufa - Pla de Selfa - Pla del Bord - Pla dels Llops - Pla dels Mateus - Pla dels Pastors - Pla dels Seguins - Pla Rocall - Portell de la Serreta - Recingle dels Cérvols - Serra de Bonalba - Serra de Borgunyó - Serra de Fontcalent - Serra de l'Alcoraia - Serra de la Venta - Serra de les Àligues - Serra de Llofriu - Serra de lo Minyana - Serra de Sant Pasqual - Serra del Boter - Serra del Cabeçó d'Or - Serra del Molinet - Serra del Porquet - Serra del Sanxo - Serra dels Colmenars - Serra dels Coloms - Serra dels Talls - Serra Grossa - Serra Mitjana - Serreta Llarga - Serreta Negra - Solana de Fontcalent - Terol |

## Relleu litoral i marítim[20]
| - Cala Barda - Cala de Cantalars - Cala de la Palmera - Cala dels Borratxos - Cala dels Jueus - Cap de l'Horta (o de l'Alcodre) - Platja d'Aigua Amarga | - Platja de l'Albufereta - Platja de l'Almadrava - Platja de Sant Joan - Platja del Cocó - Platja del Postiguet - Platja del Saladar - Punta de la Cala |

## Hidrografia natural
| - Barranc d'Aigua Amarga - Barranc d'Orgègia - Barranc de l'Àguila - Barranc de l'Alcoraia - Barranc de l'Infern - Barranc de la Capa Muntada | - Barranc de la Murta - Barranc de la Santa Faç - Barranc de les Ovelles - Barranc del Barber - Barranc del Juncaret - Barranc del Paisà | - Barranc del Palamó - Barranc del Vergeret - Barranc dels Flares - Llacunes de Rabassa - Rambla d'Alabastre - Rambla de Busot | - Rambla de lo Maldo - Rambla de Pepió - Rambla del Rambutxar - Riu de la Torre - Riu de Montnegre (o Riu Verd) |

## Hidrografia artificial[20]
- Bassa d'Orgègia

## Antics nuclis poblacionals[20]
| - Alacant - Barri de Granada - Barri de Joan XXIII - Barri de la Verge del Remei - Barri de Sant Gabriel - Barri Nou - Barri Obrer - Barri Vell (o de Santa Creu) - Benalua i els Antigons - Benissaudet - Ca Espí - Cap de l'Horta - Casa de Barceló - Casa de Borles - Casa de l'Estanc - Casa de la Bastida - Casa de la Murta - Casa de la Serra - Casa de lo Boligni - Casa del Campello - Casa del Pintat - Casa dels Racons - Cases de Bonmatí - Cases de l'Altura | - Cases de la Parra - Cases de la Serreta - Cases de lo Povil - Cases de Terol - Cases del Familiar - Cases del Poll - Cases dels Baezes - Ciutat Jardí - Colònia Requena - Corral de les Planisses - El Bacarot - El Baver - El Clot - El de Colomina - El de Girola - El de Nicolau - El de Plaça - El de Sereix - El Garbinet - El Moralet - El Palamó - El Pla del Bon Repòs - El Poblet de Borgunyó - El Raval Roig | - El Rebolledo - El Verdegàs - Els Àngels - Els Blanquinals - Entreplatges - Finca Adoc - Finca de les Voltes - Hort de Valls - L'Albufereta - L'Alcoraia - L'Eixample - L'Entredós - La Botiguera - La Coronela - La Florida - La Goteta - La Montanyeta - La Platanera - La Platja de Sant Joan - La Ruïna - La Sangueta - La Santa Faç - La Secretària - La Serreta | - La Tómbola - les Carolines Altes - les Carolines Baixes - Lo Corbí - Lo Corretger - Lo dels Flares - Lo Maldo - Lo Reiet - Lo Reig - Lo Verdú - Lo Vicari - Rabassa - Raval de Sant Antoni - Raval de Sant Francesc - Romélia - Ruaia - Sant Blai - Tàngel - Torre de Reixes - Torre del Ciprer - Venta del Motxo - Vistahermosa de la Creu |

## Altres llocs d'interés[20]
| - Castell de Sant Ferran - Castell de Santa Bàrbera - Cementeri - Ciutat de la Llum - Creu de Fusta - Creu de Pedra - El Palmeral d'Alacant - Ermita de l'Alcoraia - Ermita de Sant Antoni - Ermita de Sant Jaume | - Ermita de Vistahermosa - Ermita del Moralet - Ermita del Rebolledo - Ermita del Verdegàs - Ermita del Xapitell - Estació d'Alacant - Farola del Cap de l'Horta - Farola del Port d'Alacant - La Santa Faç - Llotja del Peix | - Panteó de Guijarro - Pi Sant - Aigua Amarga - Port d'Alacant - Salines del Saladar - Torre de Bosch - Torre de Ca Xoli - Torre de Don Vicent - Torre de la Cadena - Torre de la Mitja Lliura | - Torre de les Àguiles - Torre de Plàcia - Torre de Santiago - Torre de Soto - Torre del Boter - Torre del Comte - Torre del Ferrer |

### Clima

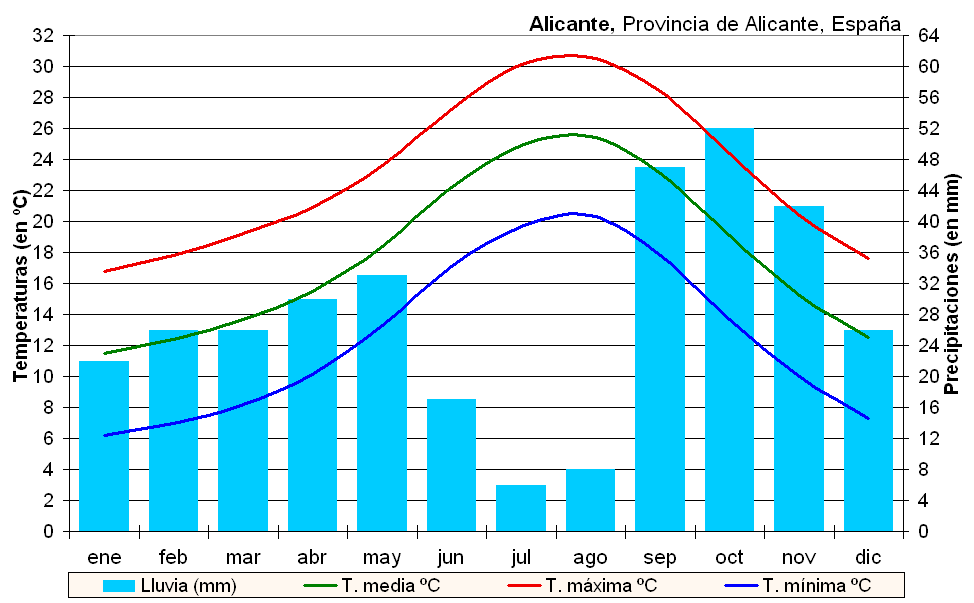
Climograma d'Alacant (Ciutat Jardí)

El clima d'Alacant és de tipus mediterrani àrid, amb temperatures suaus al llarg de l'any i pluges escasses, concentrades en els períodes equinoccials. Les temperatures oscil·len entre els 16,8 °C i 6,2 °C de gener i els 30,6 °C i 20,4 °C d'agost, la temperatura mitjana anual és de 17,8°, les gelades i les temperatures per damunt dels 40° són excepcionals. L'oscil·lació tèrmica diària és molt xicoteta degut la influència marítima, encara que en episodis ocasionals de vent de ponent pot superar els 15 °C. Pel que fa a l'oscil·lació anual, també és reduïda, per la qual cosa els hiverns són suaus i els estius calorosos.
Les precipitacions són de 336 mm anuals. Setembre i octubre són els mesos més plujosos a causa de les pluges torrencials causades per la gota freda, que poden arribar a més de 200 mm en 24 h i causar inundacions extremes. Eixa irregularitat explica que a l'any només hi haja 37 dies plujosos mentre que les hores de sol són 2.864.
Els màxims de temperatura màxima a Alacant són 41,4 °C el 4 de juliol de 1994, 41,2 °C el 12 de juliol de 1961 i 40,4 °C el 18 d'agost de 1949. Els de temperatura mínima són -4,6 °C el 12 de febrer de 1956 i -2,6 °C el 3 de gener de 1971 i el 26 de desembre de 1962. Els rècords de precipitació en 24 hores són els 270,2 mm del 30 de setembre de 1997 i els 220,2 mm del 19 d'octubre de 1982.
| Dades climàtiques a Alacant 81m (1981-2010) | Dades climàtiques a Alacant 81m (1981-2010) | Dades climàtiques a Alacant 81m (1981-2010) | Dades climàtiques a Alacant 81m (1981-2010) | Dades climàtiques a Alacant 81m (1981-2010) | Dades climàtiques a Alacant 81m (1981-2010) | Dades climàtiques a Alacant 81m (1981-2010) | Dades climàtiques a Alacant 81m (1981-2010) | Dades climàtiques a Alacant 81m (1981-2010) | Dades climàtiques a Alacant 81m (1981-2010) | Dades climàtiques a Alacant 81m (1981-2010) | Dades climàtiques a Alacant 81m (1981-2010) | Dades climàtiques a Alacant 81m (1981-2010) | Dades climàtiques a Alacant 81m (1981-2010) |
| Mes                                         | gen                                         | febr                                        | març                                        | abr                                         | maig                                        | juny                                        | jul                                         | ag                                          | set                                         | oct                                         | nov                                         | des                                         | anual                                       |
| ------------------------------------------- | ------------------------------------------- | ------------------------------------------- | ------------------------------------------- | ------------------------------------------- | ------------------------------------------- | ------------------------------------------- | ------------------------------------------- | ------------------------------------------- | ------------------------------------------- | ------------------------------------------- | ------------------------------------------- | ------------------------------------------- | ------------------------------------------- |
| Màxima rècord °C (°F)                       | 29.2 (84.6)                                 | 29.4 (84.9)                                 | 32.6 (90.7)                                 | 32.6 (90.7)                                 | 35.1 (95.2)                                 | 38.4 (101.1)                                | 41.4 (106.5)                                | 40.4 (104.7)                                | 38.4 (101.1)                                | 36.2 (97.2)                                 | 30.6 (87.1)                                 | 26.6 (79.9)                                 | 41.4 (106.5)                                |
| Màxima mitjana °C (°F)                      | 17.0 (62.6)                                 | 17.6 (63.7)                                 | 19.6 (67.3)                                 | 21.3 (70.3)                                 | 24.1 (75.4)                                 | 27.8 (82)                                   | 30.3 (86.5)                                 | 30.8 (87.4)                                 | 28.5 (83.3)                                 | 24.9 (76.8)                                 | 20.5 (68.9)                                 | 17.7 (63.9)                                 | 23.3 (73.9)                                 |
| Mitjana diària °C (°F)                      | 11.7 (53.1)                                 | 12.3 (54.1)                                 | 14.2 (57.6)                                 | 16.1 (61)                                   | 19.1 (66.4)                                 | 22.9 (73.2)                                 | 25.5 (77.9)                                 | 26.0 (78.8)                                 | 23.5 (74.3)                                 | 19.7 (67.5)                                 | 15.4 (59.7)                                 | 12.6 (54.7)                                 | 18.3 (64.9)                                 |
| Mínima mitjana °C (°F)                      | 6.3 (43.3)                                  | 7.1 (44.8)                                  | 8.9 (48)                                    | 10.9 (51.6)                                 | 14.1 (57.4)                                 | 18.1 (64.6)                                 | 20.7 (69.3)                                 | 21.2 (70.2)                                 | 18.5 (65.3)                                 | 14.5 (58.1)                                 | 10.3 (50.5)                                 | 7.4 (45.3)                                  | 13.2 (55.8)                                 |
| Mínima rècord °C (°F)                       | −2.6 (27.3)                                 | −4.6 (23.7)                                 | −1.0 (30.2)                                 | 2.6 (36.7)                                  | 4.8 (40.6)                                  | 10.4 (50.7)                                 | 13.4 (56.1)                                 | 13.2 (55.8)                                 | 9.4 (48.9)                                  | 4.0 (39.2)                                  | 0.2 (32.4)                                  | −2.6 (27.3)                                 | −4.6 (23.7)                                 |
| Precipitació mitjana mm (polzades)          | 23 (0.91)                                   | 22 (0.87)                                   | 23 (0.91)                                   | 29 (1.14)                                   | 28 (1.1)                                    | 12 (0.47)                                   | 4 (0.16)                                    | 7 (0.28)                                    | 56 (2.2)                                    | 47 (1.85)                                   | 36 (1.42)                                   | 25 (0.98)                                   | 311 (12.24)                                 |
| Mitjana de dies de precipitació (≥ 1 mm)    | 4                                           | 3                                           | 3                                           | 4                                           | 4                                           | 2                                           | 1                                           | 1                                           | 3                                           | 5                                           | 4                                           | 4                                           | 38                                          |
| Mitjana mensual d'hores de sol              | 181                                         | 180                                         | 227                                         | 247                                         | 277                                         | 302                                         | 330                                         | 304                                         | 250                                         | 217                                         | 173                                         | 164                                         | 2.851                                       |
| Font: Agencia Estatal de Meteorologia       |                                             |                                             |                                             |                                             |                                             |                                             |                                             |                                             |                                             |                                             |                                             |                                             |                                             |

### Població
Vegeu Organització politicoadministrativa d'Alacant.
| 10 comunitats més nombroses d'estrangers | 10 comunitats més nombroses d'estrangers | 10 comunitats més nombroses d'estrangers |
| Posició                                  | Estat                                    | Població                                 |
| ---------------------------------------- | ---------------------------------------- | ---------------------------------------- |
| 1a                                       | Algèria                                  | 8.488                                    |
| 2a                                       | Colòmbia                                 | 5.423                                    |
| 3a                                       | Itàlia                                   | 4.340                                    |
| 4a                                       | Marroc                                   | 3.933                                    |
| 5a                                       | Romania                                  | 3.900                                    |
| 6a                                       | Rússia                                   | 2.908                                    |
| 7a                                       | Veneçuela                                | 2.327                                    |
| 8a                                       | França                                   | 2.306                                    |
| 9a                                       | Ucraïna                                  | 2.182                                    |
| 10a                                      | R.P. de la Xina                          | 1.914                                    |

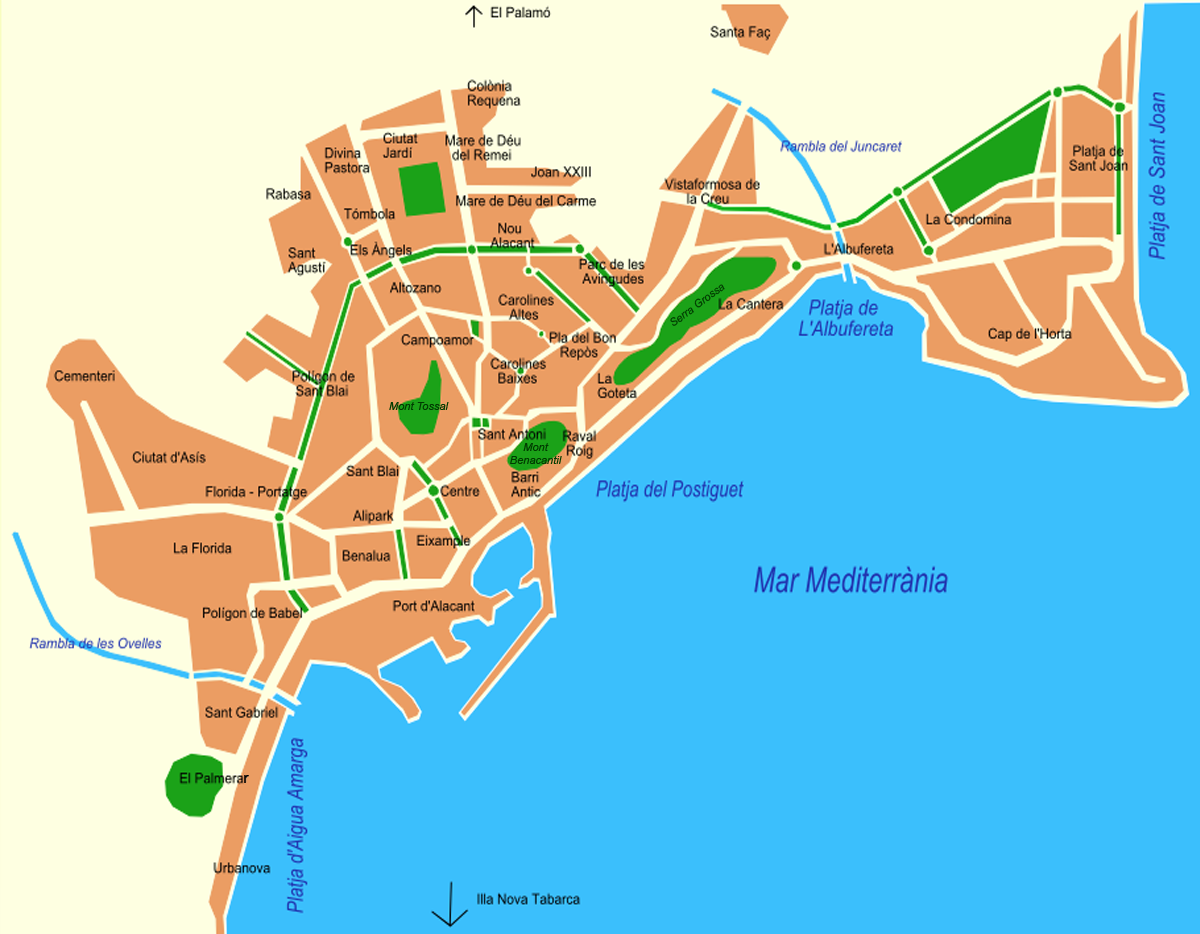
Barris i zones d'Alacant (2007)

Segons el padró de l'1 de gener de 2019, el terme municipal té 344.109 habitants, sent la 2a ciutat més poblada del País Valencià i l'11a d'Espanya. Al nucli urbà hi viuen 337.152 habitants i 6.957 en partides rurals. La Platja de Sant Joan és el barri amb més població de la capital, amb 23.795 habitants.
El 1900 hi havia 50.495 habitants que van augmentar lentament fins al 1950, amb 101.791. A partir d'eixe moment el desenvolupament urbanístic va ser espectacular i se superaren els 200.000 el 1975 i els 250.000 el 1981. Amb la restauració democràtica el creixement va ser més lent, fins als 272.432 habitants el 1998. Des d'aleshores, l'increment de la immigració ha causat un nou creixement demogràfic que ha fet que se sobrepassen els 300.000 habitants, pertanyent-ne quasi un 17% a persones provinents d'altres països l'any 2021.
La conurbació que forma amb els municipis fronterers de l'Alacantí (Sant Vicent del Raspeig, Sant Joan d'Alacant, Mutxamel i el Campello) sobrepassa els 450.000 habitants (462.694 en 2017) i disposa de serveis compartits com són els transports públics (Autobusos interurbans i el TRAM Metropolità d'Alacant. L'àrea metropolitana d'Alacant-Elx té 751.342 habitants i és la vuitena d'Espanya.
Demografia pre-estadística
| any  | població |
| ---- | -------- |
| 1250 | 2.500    |
| 1350 | 3.250    |
| 1418 | 1.539    |
| 1609 | 5.040    |

| any  | població |
| ---- | -------- |
| 1646 | 6.174    |
| 1717 | 11.019   |
| 1735 | 12.604   |
| 1754 | 14.394   |

| any  | població |
| ---- | -------- |
| 1768 | 17.213   |
| 1786 | 17.345   |
| 1797 | 19.313   |
| 1803 | 21.447   |

| Evolució demogràfica (des de 1877) Censos de població | Evolució demogràfica (des de 1877) Censos de població | Evolució demogràfica (des de 1877) Censos de població |
| ----------------------------------------------------- | ----------------------------------------------------- | ----------------------------------------------------- |
|                                                       |                                                       |                                                       |
|                                                       |                                                       |                                                       |
|                                                       | Font: Institut Nacional d'Estadística                 |                                                       |

| any  | habitants |
| ---- | --------- |
| 1999 | 272.432   |
| 2000 | 276.886   |
| 2001 | 283.243   |
| 2002 | 293.629   |
| 2003 | 305.911   |
| 2004 | 310.330   |
| 2005 | 319.380   |
| 2006 | 322.431   |
| 2007 | 322.673   |
| 2008 | 331.750   |
| 2009 | 334.757   |
| 2010 | 334.418   |
| 2011 | 334.329   |
| 2012 | 334.678   |
| 2013 | 335.052   |
| 2014 | 332.067   |
| 2015 | 328.648   |
| 2016 | 330.525   |
| 2017 | 329.988   |
| 2018 | 331.577   |
| 2019 | 344.109   |
| 2022 | 338.577   |

## Política i govern

### Ajuntament
L'Ajuntament és l'òrgan de govern del municipi.

#### Composició de la Corporació Municipal
El Ple de l'Ajuntament està format per 29 regidors. En les eleccions municipals de 28 de maig de 2023 foren elegides 14 regidories del Partit Popular (PP), 8 del Partit Socialista del País Valencià (PSPV-PSOE), 4 de Vox, 2 de Compromís per Alacant (Compromís) i 1 d'Unides Podem-Esquerra Unida (Podem-EUPV).
| Eleccions municipals de 28 de maig de 2023 - Alacant |                                           |                                     |                                     |          |          |          |
| Candidatura | Candidatura                               | Candidatura                         | Cap de llista                       | Vots     | Vots     | Regidors |
| | Partit Popular                            |                                     | Luis José Barcala Sierra            | 59.856   | 40,74    | 14 (+5)  |
| | Partit Socialista del País Valencià       |                                     | Ana Barceló Chico                   | 38.154   | 23,95    | 8 (-1)   |
| | Vox                                       |                                     | María del Carmen Robledillo Sánchez | 21.083   | 14,34    | 4 (+2)   |
| | Acord per Guanyar - Compromís per Alacant |                                     | Rafael Mas Muñoz                    | 10.838   | 7,37%    | 2 ()     |
| | Esquerra Unida-Unides Podem               |                                     | Manuel Copé Tobaja                  | 7.388    | 5,02     | 1 (-1)   |
| | Altres candidatures                       |                                     |                                     | 7.960    | 5,36%    | 0 ( -5)  |
| | Vots en blanc                             |                                     |                                     | 1.710    | 1,15%    |          |
| Total vots vàlids i regidors | Total vots vàlids i regidors              | Total vots vàlids i regidors        | Total vots vàlids i regidors        | 147.030  | 100 %    | 29       |
| | Vots nuls                                 | Vots nuls                           | Vots nuls                           | 1.347    | 0,91%    |          |
| Participació (vots vàlids més nuls) | Participació (vots vàlids més nuls)       | Participació (vots vàlids més nuls) | Participació (vots vàlids més nuls) | 148.377  | 60,81%** |          |
| Abstenció | Abstenció                                 | Abstenció                           | Abstenció                           | 95.635*  | 39,19%** |          |
| Total cens electoral | Total cens electoral                      | Total cens electoral                | Total cens electoral                | 244.012* | 100 %**  |          |
| Alcalde: |                                           |                                     |                                     |          |          |          |
| Fonts: https://www.publico.es/resultados-elecciones/municipales/2023/municipio/3403014/alicantealacant (* No són vots sinó electors. ** Percentatge respecte del cens electoral.) |                                           |                                     |                                     |          |          |          |

#### Eleccions municipals des de 1979
L'evolució en el repartiment dels regidors per partits polítics des de les eleccions municipals de 1979 és la següent: 
| Històric de regidors a l'ajuntament d'Alacant |                      |      |      |      |      |      |      |      |      |      |      |      |      |
| Candidatura                                   | Candidatura          | 1979 | 1983 | 1987 | 1991 | 1995 | 1999 | 2003 | 2007 | 2011 | 2015 | 2019 | 2023 |
|                                               | AP / PP              | 0    | 8    | 9    | 12   | 14   | 15   | 14   | 15   | 18   | 8    | 9    | 14   |
|                                               | PSPV-PSOE            | 13   | 19   | 12   | 12   | 10   | 11   | 12   | 14   | 8    | 6    | 9    | 8    |
|                                               | Vox                  |      |      |      |      |      |      |      |      |      |      | 2    | 4    |
|                                               | Compromís            |      |      |      |      |      |      |      |      | 0    | 3    | 2    | 2    |
|                                               | PCE / EUPV / GA / UP | 4    | 0    | 2    | 2    | 3    | 1    | 1    | 0    | 2    | 6    | 2    | 1    |
|                                               | C's                  |      |      |      |      |      |      |      |      |      | 6    | 5    | 0    |
|                                               | UPiD                 |      |      |      |      |      |      |      |      | 1    | 0    |      |      |
|                                               | SCAL                 |      |      |      | 1    | 0    |      |      |      |      |      |      |      |
|                                               | CDS                  |      | 0    | 5    | 0    |      |      |      |      |      |      |      |      |
|                                               | UCD                  | 10   |      |      |      |      |      |      |      |      |      |      |      |
| Fonts: Ministeri de l'Interior                |                      |      |      |      |      |      |      |      |      |      |      |      |      |

#### Alcaldes
Des de 1979 fins a 1995 la ciutat va estar governada per alcaldes pertanyents al PSPV, i des de 1995 fins a 2015 el PP va mantindre l'hegemonia política. Entre 2015 i 2018 l'alcalde d'Alacant va ser Gabriel Echávarri Fernández del PSPV. Va ser elegit amb els vots dels regidors de PSPV, GA-AC, C's i Compromís. El 9 d'abril de 2018 va dimitir com a alcalde. Des de 2018 l'alcalde d'Alacant és Luis José Barcala Sierra (PP).
| Període                       | Alcalde o alcaldessa                                 | Partit polític | Data de possessió     | Observacions         |
| ----------------------------- | ---------------------------------------------------- | -------------- | --------------------- | -------------------- |
| 1979–1983                     | José Luis Lassaletta Cano                            | PSPV-PSOE      | 19/04/1979            | --                   |
| 1983–1987                     | José Luis Lassaletta Cano                            | PSPV-PSOE      | 28/05/1983            | --                   |
| 1987–1991                     | José Luis Lassaletta Cano                            | PSPV-PSOE      | 30/06/1987            | --                   |
| 1991–1995                     | Ángel Luna González                                  | PSPV-PSOE      | 15/06/1991            | --                   |
| 1995–1999                     | Luis Bernardo Díaz Alperi                            | PP             | 17/06/1995            | --                   |
| 1999–2003                     | Luis Bernardo Díaz Alperi                            | PP             | 03/07/1999            | --                   |
| 2003–2007                     | Luis Bernardo Díaz Alperi                            | PP             | 14/06/2003            | --                   |
| 2007–2011                     | Luis Bernardo Díaz Alperi Sonia Castedo Ramos        | PP             | 16/06/2007 17/09/2008 | Dimissió/Renúncia -- |
| 2011–2015                     | Sonia Castedo Ramos Miguel Valor Peidró              | PP             | 11/06/2011 15/01/2015 | Dimissió/Renúncia -- |
| 2015–2019                     | Gabriel Echávarri Fernández Luis José Barcala Sierra | PSPV-PSOE PP   | 13/06/2015 19/04/2018 | Dimissió/Renúncia -- |
| 2019-2023                     | Luis José Barcala Sierra                             | PP             | 15/06/2019            | --                   |
| Des de 2023                   | Luis José Barcala Sierra                             | PP             | 17/06/2023            | --                   |
| Fonts: Generalitat Valenciana |                                                      |                |                       |                      |

### Seus de l'administració de l'Estat i autonòmica
A la plaça de la Montanyeta es troben les principals seus administratives de l'Estat, en què se situen la seu del Subdelegació del Govern espanyol a la província d'Alacant, així com la seu provincial de l'Agència Tributària, o la sotssecretaria provincial del Ministeri de Justícia.
Quant a seus autonòmiques, destaca la Delegació Provincial del Consell de la Generalitat (govern valencià) en la Torre Generalitat que es troba presidint la rambla de Méndez Núñez, amb el seu popular rellotge digital. Allí se celebren els plens una vegada al mes. Així mateix, es troben direccions territorials de totes les conselleries, destacant per la singularitat de l'edifici la Casa de Bruixes (Direcció territorial de Presidència i Benestar Social), el Teatre Arniches (Infraestructures i Transports) o l'edifici de la Conselleria de Cultura, Educació i Esport que es troba en el carrer Carratalá, en el barri de Benalua i contigua als Jutjats.

## Economia

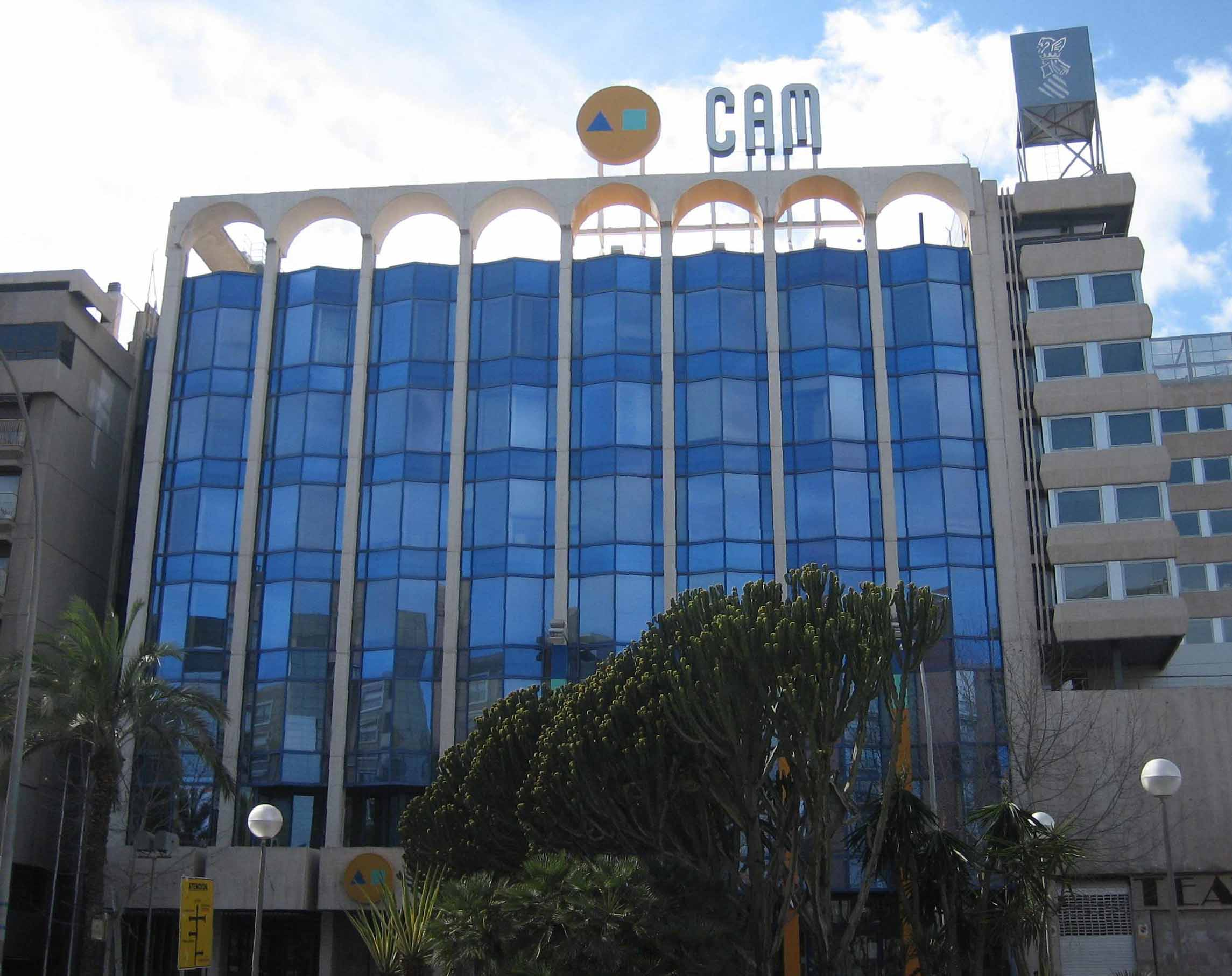
Seu principal de la Caixa d'Estalvis del Mediterrani, actualment seu estatal del Banc Sabadell

Alacant és una ciutat de gran dinamisme econòmic, fonamentat principalment en el sector terciari, que dona ocupació al 90,5% de la població activa. Entre les activitats econòmiques desenvolupades a Alacant destaca de manera especial el comerç, que històricament tingué el suport del port de la ciutat. Les activitats comercials de la ciutat tenen un gran poder d'atracció per a gran part del sud valencià, amb un eix que gira al voltant del Vinalopó fins a la localitat manxega d'Almansa. Actualment, Alacant ocupa el cinqué lloc a escala estatal en importància pel que fa al comerç, només superada per Madrid, Barcelona, València i Sevilla.
El sector del turisme ja hi sorgí a mitjan segle, si bé el seu gran desenvolupament té lloc principalment als anys 50 del segle xx, passant a ser una activitat important de la ciutat, afavorit per un clima benigne, les platges i el patrimoni històric (el castell de Santa Bàrbara, l'església de Santa Maria, la cocatedral de Sant Nicolau de Bari i el Barri Vell, entre altres) i la seua oferta d'esplai. Antigament, a la ciutat d'Alacant se situava la seu de la Caixa d'Estalvis del Mediterrani (CAM), actualment seu del Banc Sabadell després de la fusió bancària i el trasllat de la seu social. També desenvolupa importants activitats administratives, com ara l'agència europea de l'Oficina de Propietat Intel·lectual de la Unió Europea (EUIPO), o la Torre Generalitat d'Alacant. Destaca també el desenvolupament del Districte Digital, un hub autonòmic d'empreses d'R+D+I. La Universitat d'Alacant, situada entre els municipis d'Alacant i Sant Vicent del Raspeig, té més de 30.000 alumnes i atrau un nombre important d'estudiants estrangers, i presenta un xicotet viver empresarial anomenat Parc Científic.
El sector de la indústria ocupa només al 8,8% de la població activa del municipi, sobretot en indústria de maquinària, de materials de construcció i de productes alimentaris (Gelats Alacant). L'antiga fàbrica de la Tabacalera fou d'una gran importància econòmica durant diversos segles, arribant a tindre-hi ocupades més de 4.000 treballadores fins al seu tancament a mitjan segle. Dins de l'àrea metropolitana, les activitats fabrils tenen gran importància al municipi de Sant Vicent del Raspeig, cap on s'estén la infraestructura industrial. Els principals polígons industrials del municipi són el polígon de Les Atalaies, el del Pla de la Vall-llonga, el d'Aigua Amarga, i la zona industrial de la Florida. Durant la crisi econòmica de 2008 Alcoa i Altadis, les úniques grans fàbriques d'Alacant, van tancar les portes, deixant en l'atur a centenars de treballadors.
Un dels elements importants de l'economia alacantina és el port d'Alacant, el qual es troba en fase d'expansió amb l'objectiu de situar-se entre els deu més importants en trànsit de mercaderies. Actualment, uns 15 milers de persones treballen de manera directa o indirecta a les seues dependències. Històricament, el port d'Alacant ha estat íntimament lligat al destí de la ciutat. De fet, quan al segle xvii comença el comerç amb Amèrica, el port alacantí es convertix en el més important del Regne de València, i en el segon port de la Corona d'Aragó després del de Barcelona.
El desenvolupament urbanístic també ha format part com una de les grans indústries de la ciutat des del desarrollismo fins a l'esclat de la bombolla immobiliària l'any 2008.

## Patrimoni historicoartístic

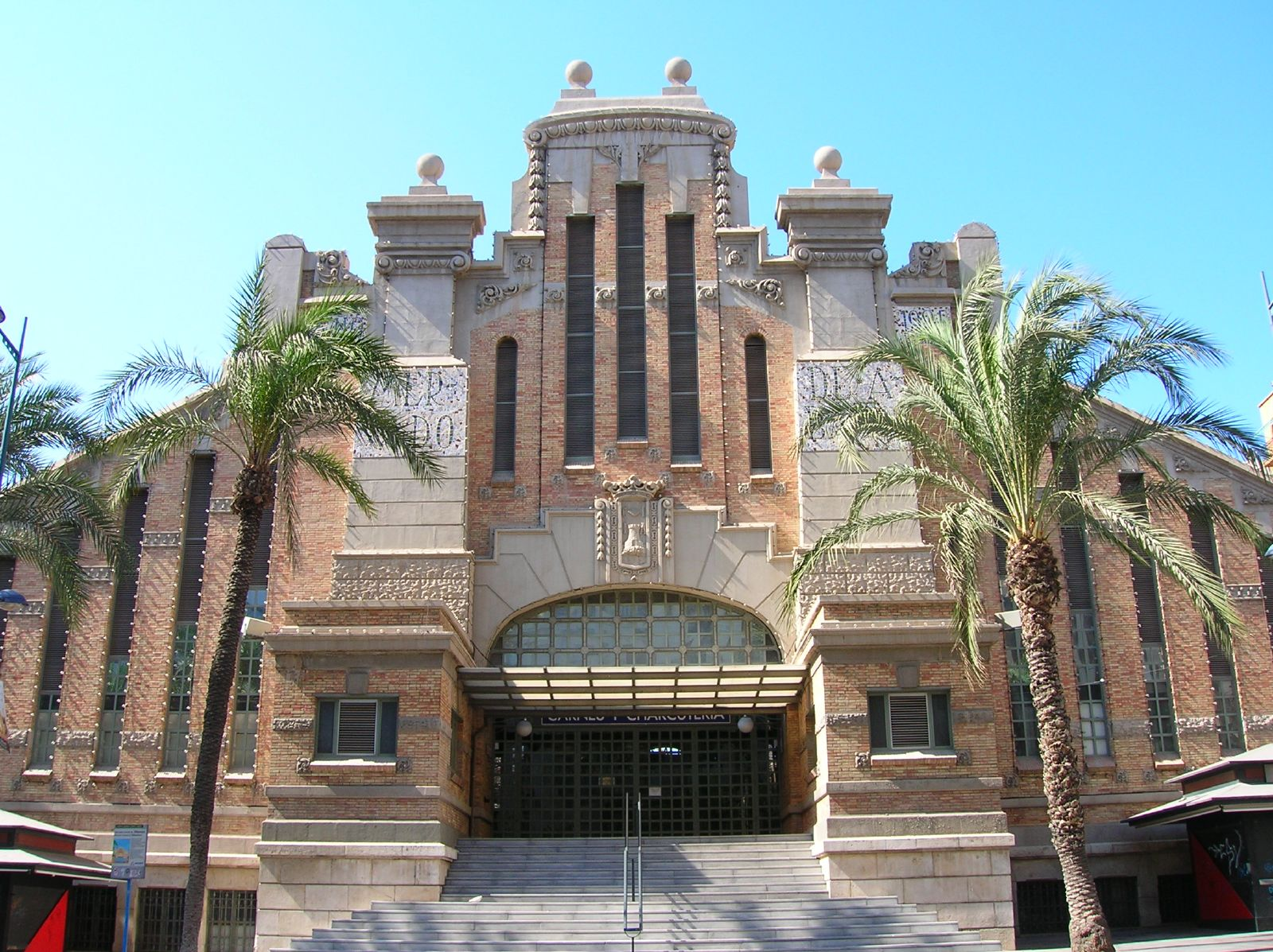
Mercat Central d'Alacant

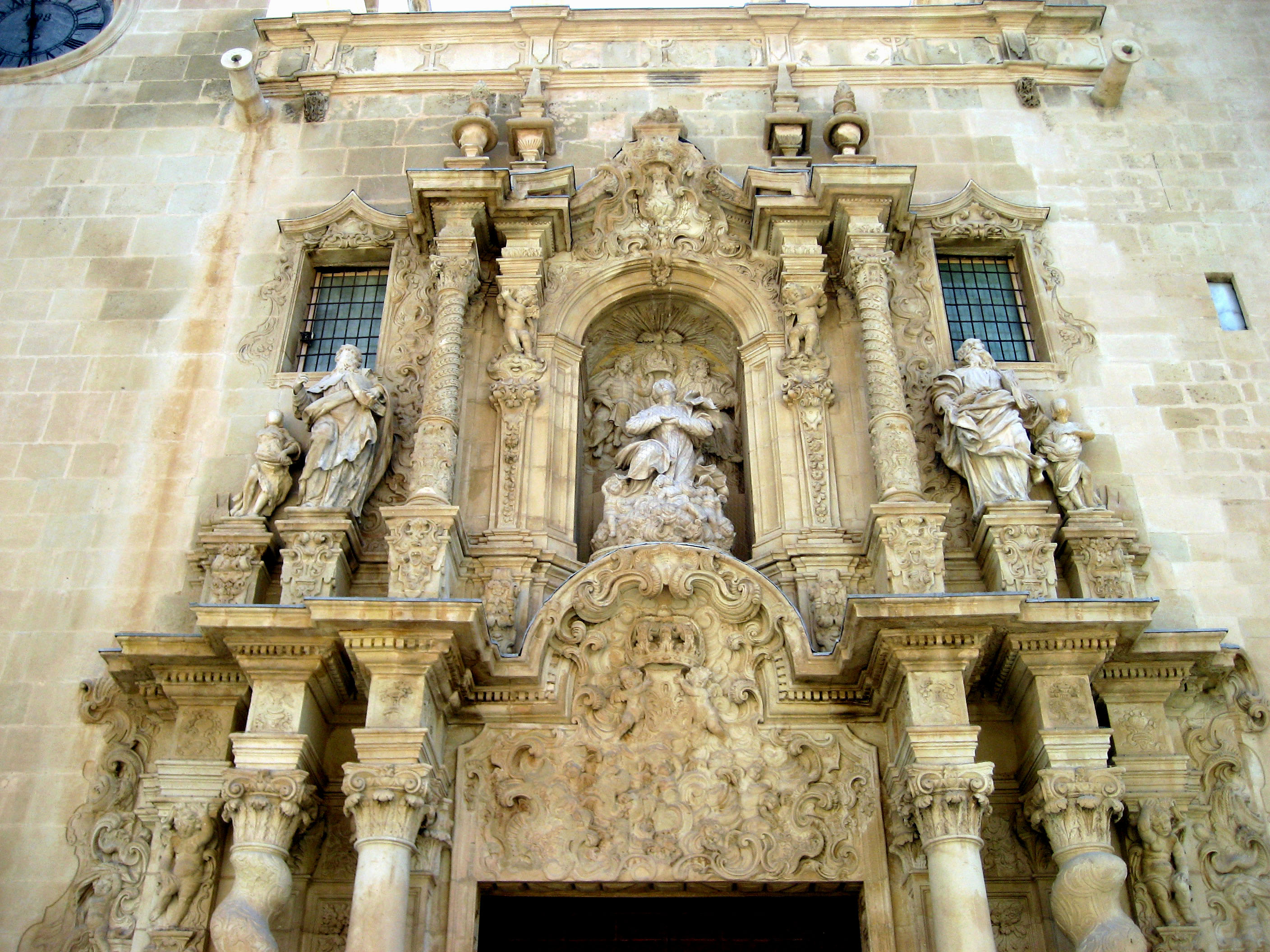
Portada de la basílica de Santa Maria d'Alacant.

### Patrimoni civil
- Palau Consistorial (s. xvi). Punt de referència per al mesurament de l'altitud sobre el nivell del mar de qualsevol punt d'Espanya, es tracta d'una arquitectura civil barroca.
- Mercat Central (s. xx). D'estil regionalista, fou construïda el 1911 sobre la muralla del segle xviii que circumdava la ciutat.
- Palau Provincial (s. xx). Palau d'estil neoclàssic, fou inaugurat el 1931.
- Casa de l'Assegurada (s. xvii).
- Palau Gravina (s. xviii). Construït entre 1748 i 1808 com a palau del Comte de Lumiares, actualment alberga el Museu de Belles Arts Gravina, dedicat a la pintura a l'escultura regionals des del segle xvi fins a principis del xx.
- Palau Maisonnave - Arxiu Municipal (s. xvi). Casa palatina situada en el nucli antic, en la planta baixa s'han trobat restes d'una necròpolis romana.
- Palau del Portalet
- Teatre Principal (s. xix). Edifici d'estil neoclàssic, fou inaugurat el 1847.
- Palau de Justícia d'Alacant. Antic reformatori d'adults. Construït el 1897.
- Casa Mediterrani.
- Castell de Santa Bàrbara (s. xiv). Situat en la part més alta de la serra del Benacantil, domina tota l'Horta d'Alacant i des d'ell s'albira l'illa de Nova Tabarca. Antic castell àrab, fou reconstruït pels cristians i consta de tres recintes dels segles xiv, xvi i xviii.
- Castell de Sant Ferran (s. xix). Fou construït el 1813 per a defensar la ciutat de la invasió napoleònica.
- Ciutat Ibero-Romana de Lucentum (origen de la Ciutat) (s. iii aC al ii dC).

### Patrimoni religiós
- Cocatedral de Sant Nicolau de Bari (s. xvii). Edificada també sobre les restes d'altra mesquita, és d'estil renaixentista. Sòbria en el seu aspecte exterior, es construí entre 1616 i 1662, encara que el seu claustre, més antic, data del segle xv. Fou elevada com a cocatedral el 1959, compartint la seu catedralícia amb la Catedral d'Oriola.
- Basílica de Santa Maria (s. xiii). Construïda en estil gòtic, fou alçada sobre una antiga mesquita i es tracta del temple més antic de la ciutat. Destaquen el seu altar major, d'estil rococó, i la seua portada, d'estil barroc, ambdós del segle xviii.
- Monestir de la Santa Faç (s. xv). Situat 5 km al nord del centre urbà, és d'estil barroc. Cada any, el segon dijous després de Setmana Santa es produïx una multitudinària peregrinació que ix des de Sant Nicolau fins al monestir.
- Convent de Canongesses de Sant Agustí (s. xviii). Començat en 1732, les obres arribaren fins a començaments del segle xix.

## Museus
- Museu Arqueològic Provincial d'Alacant (MARQ), situat abans als baixos de la Diputació Provincial, el 2002 es va inaugurar el seu actual emplaçament a l'antic hospital del barri del Pla.
- Museu d'Art Contemporani d'Alacant (MACA), ubicat a la Casa de l'Assegurada, prop de la Basílica de Santa Maria.
- Museu de Belles Arts Gravina (MUBAG), situat al Palau Gravina.
- Museu de la ciutat d'Alacant (MUSA), ubicat al castell de Santa Bàrbara.
- Museu de l'Aigua d'Alacant, on destaquen els Pous de Garrigòs (s. xvi).
- Museu de Fogueres, situat al número 29 de la Rambla.
- Llotja del Peix. De principis del segle xx, és un edifici de caràcter industrial d'estil historicista, que integra detalls ornamentals àrabs. Servix des de 1992 com a sala d'exposicions.
- Museu The Ocean Race, situat a l'antiga Estació Marítima d'Orà, al Port d'Alacant.
- Museu Nova Tabarca, ubicat a l'alacantina illa de Tabarca.

## Transports

### TRAM - Metropolità d'Alacant
Vegeu l'article principal de TRAM Metropolità d'Alacant.
Els servicis del TRAM combinen el tramvia en superfície, el metro lleuger i servicis de rodalia (dièsel i elèctric tren tramvia, amb velocitats de fins a 110 km/h), fins a poblacions properes de l'àrea metropolitana i altres més llunyanes.

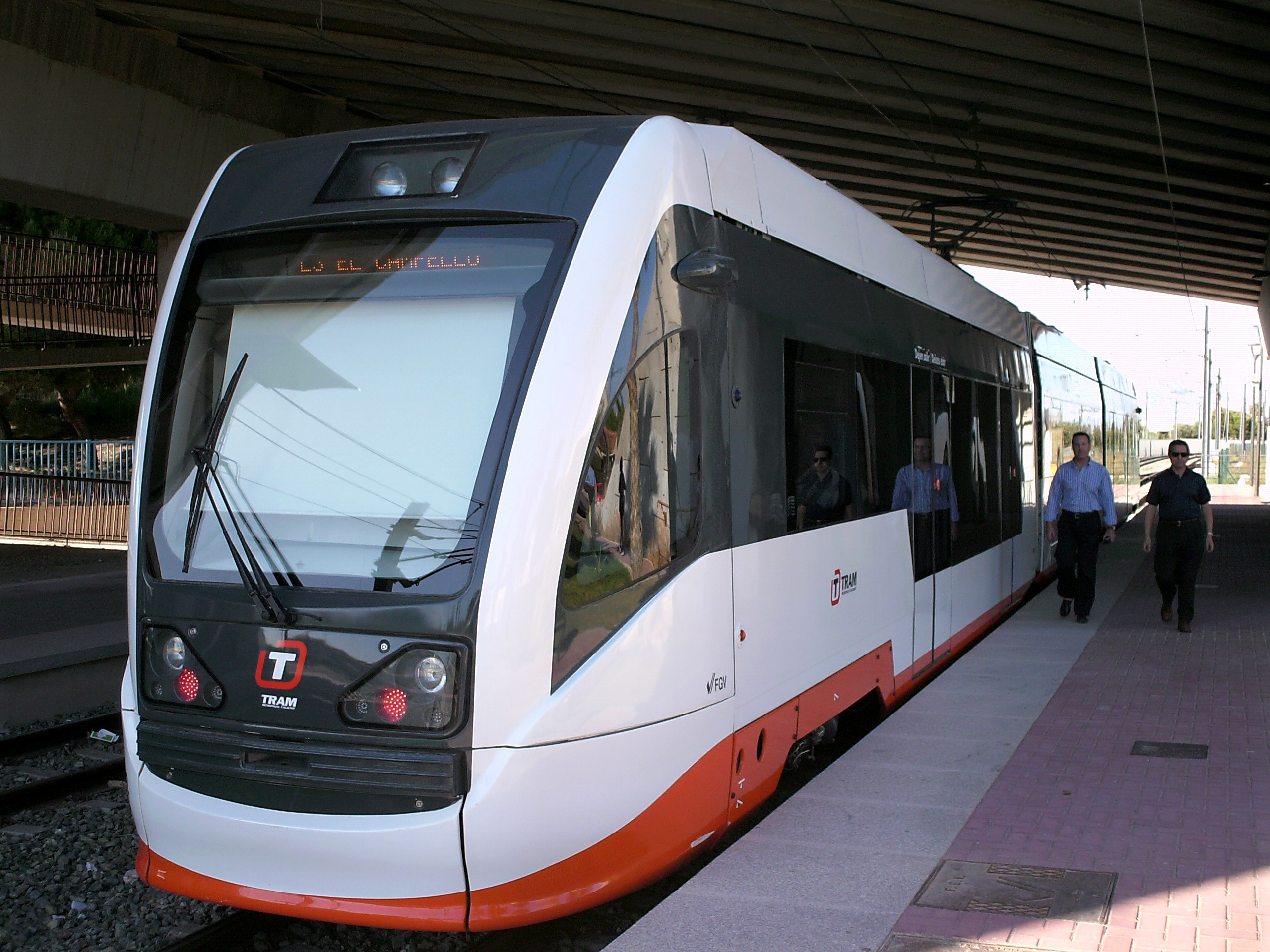
Un rodalia de la línia 1 operat per FGV aturat en l'estació Lucentum direcció el Campello

El TRAM penetra en subterrani en arribar al nucli urbà d'Alacant.
La línia 2 s'estén des del municipi de Sant Vicent del Raspeig fins a la plaça dels Estels, al centre de la ciutat. Va iniciar les seues operacions quasi tres anys després de ser inaugurada per falta de pressupost..
Les línies 1, 3 i 4 comuniquen amb el barri de Platja de Sant Joan i les poblacions costaneres del nord de la província a través del túnel de la Serra Grossa. El 2019 van finalitzar unes obres que duplicaren les antigues vies de ferrocarril, pràcticament sense tocar des de finals del segle xix.
El servici als municipis del nord de la província servix com a servici de rodalia a poblacions com Benidorm, Altea i Dénia. A més, els viatgers de RENFE que disposen d'un bitllet de llarga distància poden utilitzar el servici de tramvia de manera totalment gratuïta.
El servici és operat per Ferrocarrils de la Generalitat Valenciana.

### Autobusos urbans
La ciutat disposa d'una extensa xarxa d'autobusos urbans i metropolitans de prop de 40 línies. Els autobusos tenen totes les seues tarifes i títols de viatge integrats entre si i fins i tot amb el TRAM a través de la targeta sense contacte Móbilis que poden usar-se indistintament per al transport dins de l'Àrea Metropolitana d'Alacant.
Actualment, continua sent el mitjà de transport públic més utilitzat pels alacantins gràcies al seu gran de cobertura del territori urbà.

### Aeroport d'Alacant
L'Aeroport de l'Altet es troba a 11 km del centre de la ciutat, dins del terme municipal d'Elx. És l'aeroport de major tràfic de passatgers del País Valencià, situant-se per davant de l'aeroport de Manises i se situa entre els 50 de major trànsit dins d'Europa. Tradicionalment, ha ocupat el sext lloc en la xarxa aeroportuària espanyola segons el nombre de passatgers, i l'any 2016 l'aeroport es va situar per primera vegada com a quint de la xarxa d'AENA, desbancant a l'aeroport de Gran Canària.
Durant el 2008 es va escometre la seua ampliació amb una nova i moderna terminal que dota a l'actual aeroport d'una capacitat de més de 20 milions de viatgers. D'igual forma també s'espera que tant el TRAM com la línia de rodalia de Renfe Operadora C-1 connecten l'aeroport amb la futura Estació Intermodal Central d'Alacant en una segona fase.

### Rodalies
Actualment hi ha 3 línies en funcionament que connecten la ciutat amb els seus voltants i poblacions properes, que forma la xarxa de rodalia entre Alacant i Múrcia. Un és Renfe Operadora, Entitat Pública Empresarial dependent del Ministeri de Foment d'Espanya, que posa a la disposició dels usuaris trens de rodalia en la majoria de grans ciutats espanyoles.
- Alacant-Dénia (Operat per FGV i amb transbord a Benidorm).
- Alacant-Múrcia (línia C-1 Renfe Operadora)
- Alacant-Universitat/Sant Vicent del Raspeig (línia C-3 Renfe Operadora)

### Trens de llarg i mig recorregut de Renfe
Renfe Operadora oferix en Alacant trens a Barcelona i València (Euromed); Madrid, Gijón i Santander (Alvia) i, a La Corunya i Montpeller (Talgo). També oferix regionals cap a Villena o Ciudad Real.

### Tren d'Alta Velocitat
- Alta Velocitat Espanyola: L'AVE entre Alacant i Madrid arribà a Alacant al mes de juny de 2013, coincidint amb el soterrament de les vies al seu pas pel nucli urbà de la ciutat. També servix com a terminal per a altres tipus de comunicació d'alta velocitat com l'Euromed. Està planejada la construcció d'una nova estació de tipus intermodal. El projecte inicial incloïa un centre comercial, però la crisi econòmica va impedir dur a terme el projecte. L'estació englobarà tots els transports públics de la ciutat.

## Parcs i jardins de la ciutat

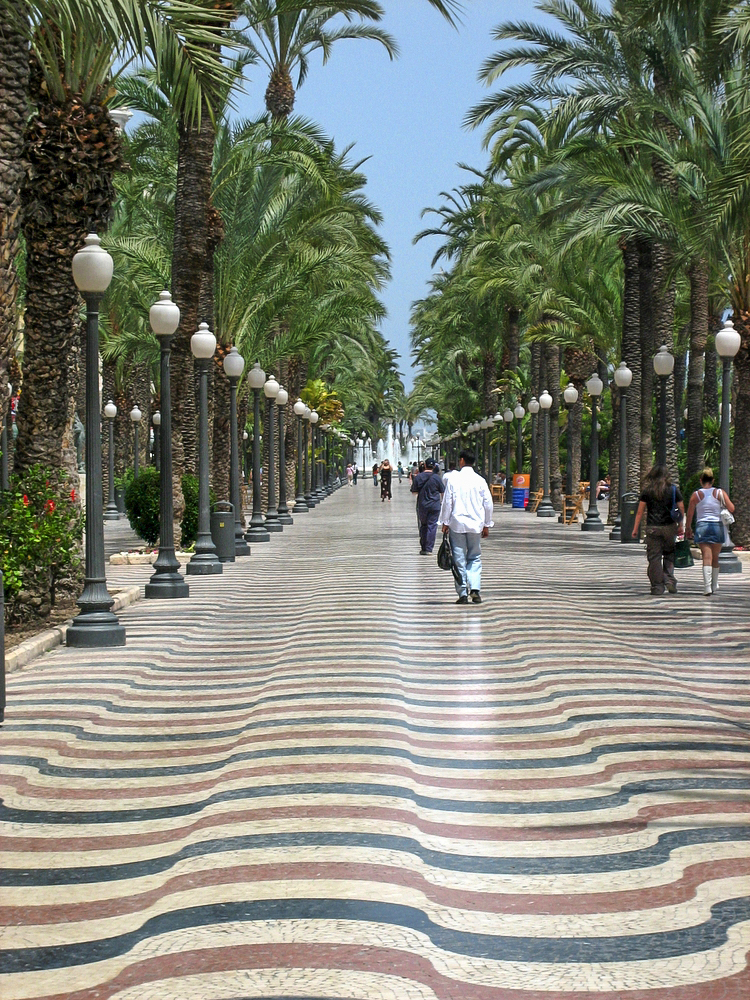
L'Esplanada d'Espanya

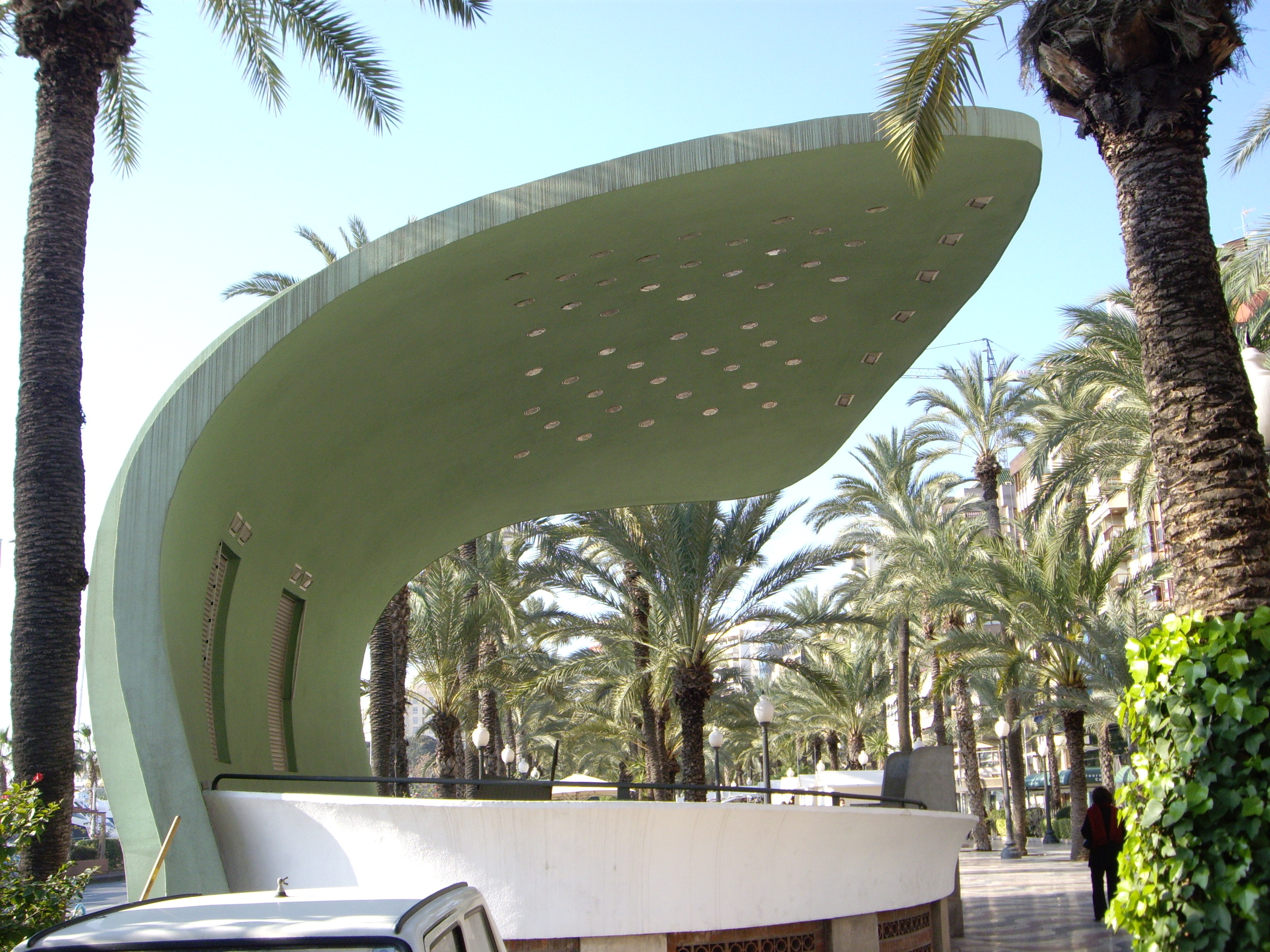
La closca de l'Esplanada

### Passeig de l'Esplanada
Es va construir sobre l'antic dic, durant la primera mitat del segle xx. Està compost per 6.000.000 de tessel·les que dibuixen un mosaic ondat de colors roig, negre i blanc. A més, el passeig disposa de quatre fileres de palmeres que recorren els més de 500 metres de longitud. Es tracta d'un senyal d'identitat per als alacantins, i tot un símbol del turisme de la ciutat. Va ser renovat i restaurat en els anys 90 i l'any 2009. Encara és considerat una de les grans fites de la ciutat. Anteriorment a la Guerra Civil espanyola, esta zona d'esbarjo rebia el nom de passeig dels Màrtirs.

### Parc de Canalejas
Es troba a continuació de l'Esplanada d'Espanya. Es caracteritza per disposar d'una sèrie d'arbres centenaris de grans dimensions (Ficus), que fan ombra durant quasi tot el seu recorregut. La seua proximitat al mar fa del parc un lloc ideal per al descans i la lectura. En els seus dos extrems, es poden trobar dos fonts decoratives, i escultures de pedra de lleons i gossos, que fan d'entrada al parc. Un altre element d'interés és un mapa d'Espanya de gran mida, i un monument a l'escriptor alacantí Carlos Arniches.

### Parc del Palmerar
Este parc es troba en l'entrada sud d'Alacant. Conté centenars de palmeres i abundant vegetació autòctona, a més d'un llac i cascades d'aigua que poden ser visitats en menudes barques disponibles per a llogar.

### Parc de l'Ereta
Se situa en les faldes del Benacantil, i constituïx una de les vistes més espectaculars de la ciutat. Des d'eixe parc poden ser albirats el barri de Santa Creu, la catedral de Sant Nicolau, el port i la mar Mediterrània. Un altre dels atractius de la zona és que està permés recórrer la renovada muralla que accedix al castell.

### Projectes de zona verda
Alacant sempre ha patit dèficit d'àmplies zones verdes en el centre de la ciutat, per això, després del soterrament de les vies del tren, s'utilitzarà gran part del terreny alliberat per a compensar el dèficit de parcs i de vegetació que patix. En conseqüència, la zona que actualment ocupa l'estació de Madrid (Renfe) es convertirà en la plaça de major dimensió d'Alacant. L'estació (futura Intermodal) se situarà mig quilòmetre cap a l'exterior (aproximadament entre el pas a nivell d'Alipark i el Pont Roig).
Un altre dels grans projectes consistix en el desdoblament de l'Esplanada d'Espanya cap al Moll de Tomás y Valiente, duplicant així les seues dimensions. Lògicament, això requerix el soterrament de Comte de Vallellano, que segons fonts de la Generalitat, començarà quan finalitze la Volvo Ocean Race l'octubre de 2008.

## Festes

### Fogueres de Sant Joan

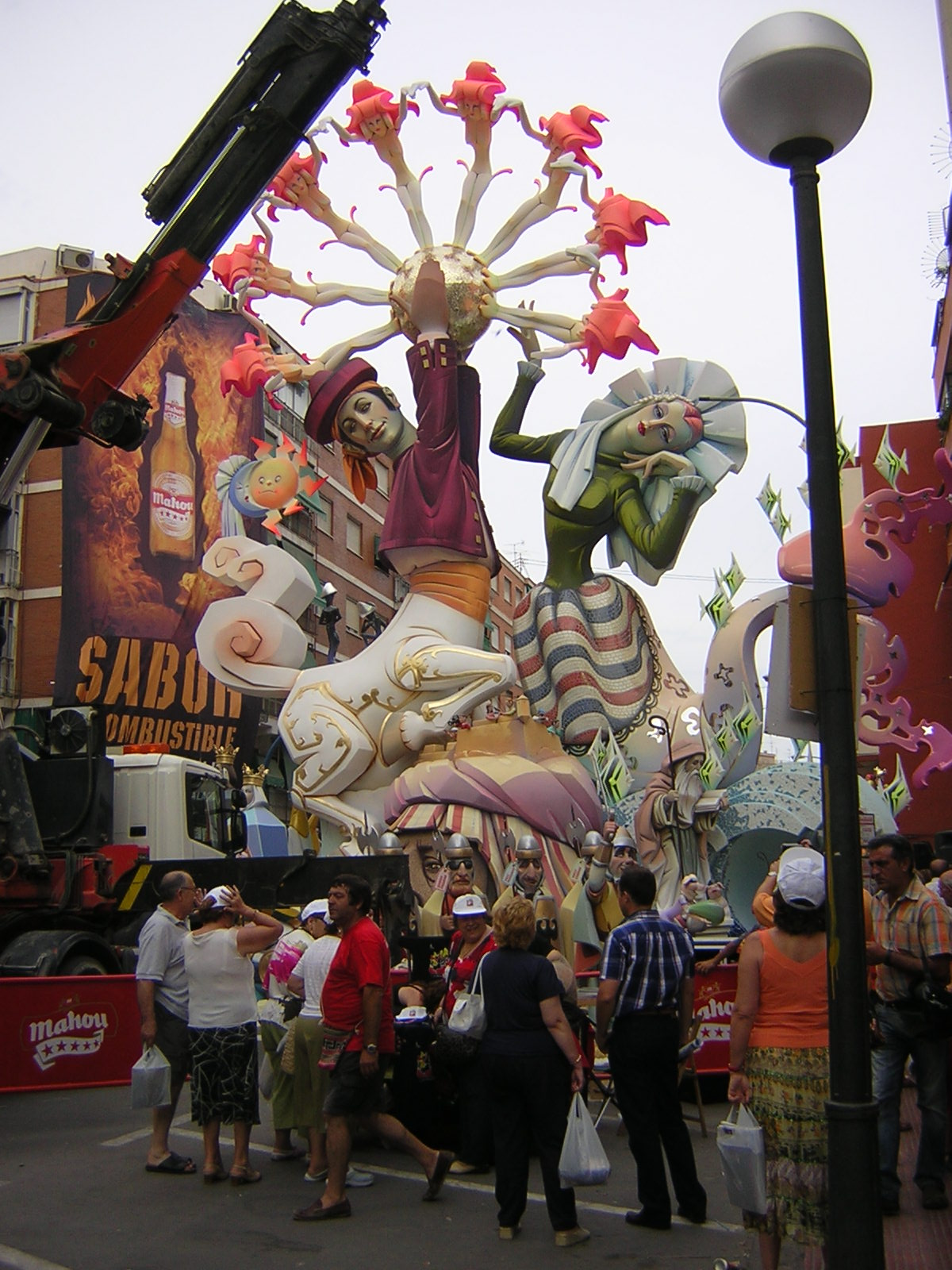
Foguera de les Carolines Altes, guanyadora de 2005

Les Fogueres de Sant Joan, són les festes majors d'Alacant, d'Interés Turístic Internacional, on es planten les fogueres, monuments satírics de cartó pedra i fusta, cremant-se la Nit de Sant Joan. La festa elegix la seua reina, la Bellea del Foc, entre les que van ser Belleses de cadascun dels 85 districtes.
Les Fogueres, tal com es coneixen actualment a Alacant, daten de 1928, i promogudes principalment per José María Py y Ramírez de Cartagena. Amb el pregó es dona el tret d'eixida els festejos, es planten les fogueres en la nit del 20 de juny, i quatre dies té lloc la cremà, després del tret d'una gran palmera de foc des del Benacantil visible des de gran part de la ciutat.
Al llarg dels quatre dies de festa, hi ha una agenda d'actes com ara les cercaviles, cavalcades, ofrenes, actuacions musicals, campionats esportius i un llarg etcètera. Al carrer, mentrestant, hi han muntades barraques i racons (també dit racós), on la gent pot dinar, sopar i ballar. Durant eixos dies és típic menjar coca amb tonyina, i bacores. En els dies posteriors a la cremà de les fogueres, hi té lloc un concurs de castells de focs i traques lluentes que es disparen des de la platja del Postiguet.

### Setmana Santa
Destaca també la Setmana Santa alacantina, amb més de 30 confraries que realitzen les seues desfilades processionals des del Diumenge de Rams fins al de Resurrecció. Destaquen algunes talles com la Mare de Déu de la Soledat de Francisco Salzillo. Les processons més conegudes són la del Diumenge de Rams (La burreta) en què participen tots els ciutadans i la de la Santa Creu, en dimecres, amb més de 1.000 confrares i quatre passos, sent el més valuós el del Davallament.

### Moros i cristians
Les festes de moros i cristians de la ciutat d'Alacant se celebren a cinc barris de la ciutat: El Palamó, del 12 al 19 de març; Sant Blai, del 9 al 12 de juny; Rebolledo, del 29 de juny al 2 de juliol; Altossano, del 12 al 16 d'agost i Benalua, del 24 al 28 d'agost.
Sovint comencen amb l'avís de festa, una desfilada amb vestits de gala, i després hi té lloc la «Nit de l'Olla», quan es fa un altre pregó. Els actes com ara les «Dianes», les «Despertades» i les entrades conduïxen a l'Ambaixada i l'Alardo, representacions en què el bàndol cristià venç, simbòlicament, al bàndol moro. El punt final és la finalització amb la «Retreta», una desfilada en to humorístic.
Des de 1993 existix la Federació Alacantina de Mors i Cristians Arxivat 2007-04-05 a Wayback Machine.. El seu objectiu és aconseguir objectius conjunts a partir dels esforços dels cinc barris que celebren les festes.

### Romeria de la Santa Faç
Es tracta d'una romeria de huit quilòmetres, amb cinc segles d'antiguitat. S'inicia des de la cocatedral de Sant Nicolau de Bari, i termina al monestir de la Santa Faç, on es pot contemplar un llençol amb la cara (la faç) de Jesucrist. Se celebra el segon dijous després de la Setmana Santa, i sovint hi participen més de 300.000 persones.

## Esports
Malgrat ser el futbol l'esport rei, els èxits esportius més importants de la ciutat provenen d'altres esports. Així, s'han obtingut èxits nacionals i internacionals en esports com l'handbol i el bàsquet, però, no obstant això, en esports individuals s'han arribat a millors resultats: Alacant ha estat lloc de naixença o de residència d'una vintena d'esportistes que han participat en els Jocs Olímpics.

### Olímpics alacantins
José Antonio Chicoy, que va disputar la final de 4x100 estils de Natació dels Jocs de Mèxic el 1968 és qui potser va iniciar la rellevant participació d'alacantins en els Jocs Olímpics. Però no va ser fins als Jocs de Moscou el 1980 i Los Angeles 1984 quan Domingo Ramón Menargues va aconseguir el quart i el sext lloc respectivament en Atletisme (3000 metres obstacles).
En els Jocs Olímpics de Barcelona 1992, hi van participar tres esportistes alacantins i, a més, van obtindre medalla per primera vegada: Miriam Blasco, medalla d'or en judo; Francisco «Kiko» Sánchez, medalla d'or en Vela, 470 masculí; i Carolina Pascual, medalla de plata en Gimnàstica rítmica.
En els Jocs Olímpics d'Atlanta 1996, Juan Escarré va obtindre medalla de plata en Hoquei sobre herba, Isabel Fernández va obtindre medalla de bronze en Judo i Marta Baldó i Estela Giménez van obtindre medalla d'or en Gimnàstica rítmica. En els següents Jocs Olímpics, Sydney 2000, Isabel Fernández va tornar a obtindre una medalla, esta vegada d'or. Finalment, va tancar la seua carrera amb un cinquè lloc en els Jocs disputats en Atenes el 2004, i és l'única esportista alacantina que hi ha aconseguit dos medalles olímpiques fins ara.

### Equips esportius alacantins

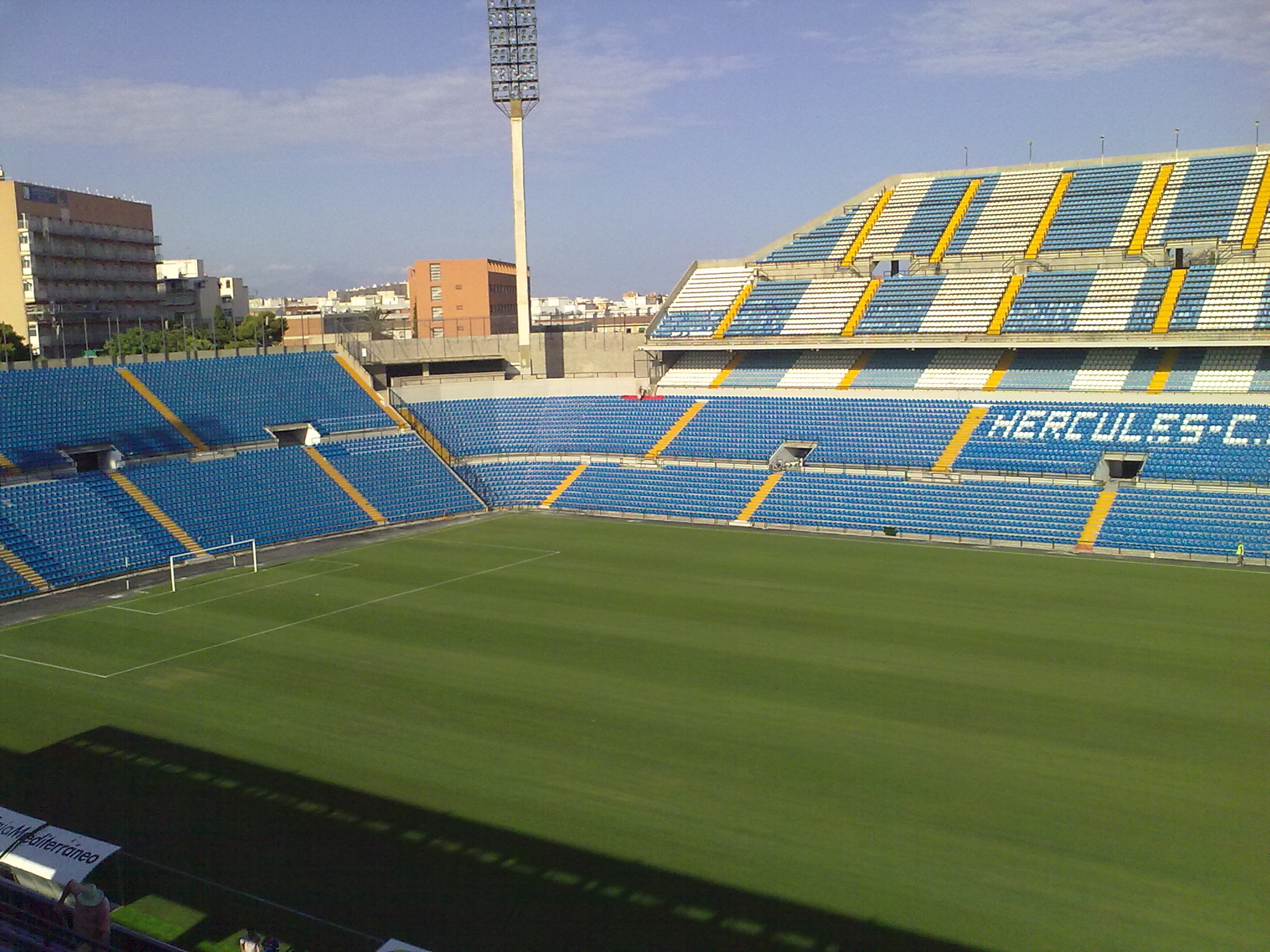
Vista parcial de l'Estadi José Rico Pérez, camp de l'Hèrcules

L'equip que més títols ha aconseguit a la ciutat va ser el Club Handbol Calpisa. Entre 1975 i 1980 va ser considerat com el millor equip d'Europa. Va obtenir quatre títols de Lliga consecutius (1975, 1976, 1977 i 1978), quatre títols de la Copa del Rei (1975, 1976, 1977 i 1980) i una Recopa d'Europa (1980). Posteriorment, el club va canviar de patrocinador i de denominació en diverses ocasions, passant a cridar-se Tecnisa, Tecnisán (amb la qual va obtindre una altra Copa del Rei el 1986), Gelats Alacant i Club Handbol Alacant Costablanca. Un altre equip d'handbol de la ciutat, femení en este cas, és Mar Alicante.
Quant al bàsquet, l'Etosa Alacant (denominat oficialment Club Bàsquet Lucentum Alacant) ha estat l'equip esportiu de més èxit des de finals del segle xx. L'Etosa s'ha situat en dos ocasions (temporades 2002-2003 i 2004-2005) entre els 8 millors equips de la lliga espanyola. I en fèmines el Club Bàsquet Akra Leuka.
Amb tot, el futbol sempre ha sigut l'esport que ha llevat més passions a la ciutat, malgrat no ser l'esport que més èxits hi ha obtingut. A Alacant, l'equip més representatiu de la ciutat és l'Hèrcules Club de Futbol, el qual ha participat 19 temporades en primera divisió de la LFP (Lliga de Futbol Professional Espanyola). Així mateix, l'altre equip de la ciutat, l'Alacant CF, actualment disputa categories inferiors, però ha arribat a competir en la segona divisió durant diversos anys. D'altra banda, l'Estadi Rico Pérez d'Alacant, amb capacitat per a 30.000 espectadors, és el tercer estadi valencià per aforament, després de Mestalla i el Martínez Valero. El camp va ser seu de la Copa del Món de Futbol de 1982, on van tindre lloc els partits del Grup C (Argentina, Bèlgica, El Salvador i Hongria), així com el partit pel 3r i 4t lloc.

## Persones il·lustres
Categoria principal: alacantins
- Pedro Furió (segle xviii), compositor i mestre de capella.
- Francisco Javier Balmis i Berenguer (1753-1819), metge i investigador.
- Josep Reus i Garcia (1816 - Madrid, 1883), jurista valencià.
- Francesc Tallada i Forcadell (1824 - Margalef, El Priorat, 1873), general carlista.
- Adolf Blanch i Cortada, (1832 – Barcelona, 1887), poeta, historiador i periodista.
- Eleuterio Maisonnave Cutayar (1840-1890), polític i escriptor.
- Pablo Gorgé Soler (1850-1913), director d'orquestra i compositor.
- Rafael Pastor Marco (1860-1943), compositor musical, nacionalitzat cubà.
- José Gadea Pro (1861-1928), metge i alcalde d'Alacant.
- Francesc Figueras i Pacheco (1880-1960), historiador.
- Carlos Arniches Barreda (1866-1943), comediògraf.
- Rafael Altamira y Crevea (1866-1951), humanista, historiador, pedagog i jurista.
- Gabriel Miró i Ferrer (1879-1930), novel·lista d'origen alacantí.
- Pablo Gorgé Samper (1881-1945), tenor.
- Llorenç Carbonell i Santacruz (1883-1968), el primer alcalde democràtic d'Alacant (1931 a 1936).
- Òscar Esplà i Triay (1886-1976), compositor.
- Rafael Rodríguez Albert (1902-1979), compositor musical.
- Daniel Bañuls (1905-1947), escultor.
- Núria Albertí Martínez de Velasco (1974), escriptora.